# Carl Reid (rugby à XV)
Pour les articles homonymes, voir Carl Reid et Reid.
Pas d'image ? Cliquez ici

b Matchs officiels uniquement.
William Carleton Reid dit Carl Reid, né le 23 février 1877 à Londonderry et mort le 16 mai 1957 à Wimbledon (Londres), est un joueur de rugby à XV irlandais, qui a évolué avec l'équipe d'Irlande au poste de centre.

## Carrière
Il a disputé son premier match international le 18 février 1899 contre l'équipe d'Écosse et son dernier contre l'équipe du pays de Galles le 14 mars 1903. Carl Reid a remporté le Tournoi britannique de rugby à XV 1899.

## Statistiques
- 4 sélections en équipe nationale
- 1 essai, 3 points
- Sélections par années : 2 en 1899, 1 en 1900, 1 en 1903
- Tournois britanniques disputés: 1899, 1900, 1903

## Palmarès
- Vainqueur du Tournoi en 1899.